# The Real World: Washington D.C.
A The Real World: Washington D.C. az MTV reality sorozatának, a The Real World-nek a huszonharmadik szériája, amely elsősorban arra összpontosít, hogy miként képesek különféle helyről való emberek együtt élni hónapokig.

## Szereplők

### Andrew Woods
Életkor: 21
Szülőváros: Denver, Colorado
Andrew egy képregényíró és -rajzoló, amelyek leginkább politikai inkorrektsége miatt váltak ismertté, és ezeknek köszönhetően elbocsátották a CSU-ról (Colorado State University). Van egy testvére, aki a tizedik részben meg is látogatja. Gyakran visel pandát ábrázoló ruhákat, ezért lett a beceneve Panda.

### Ashley Lindley
Életkor: 22
Szülőváros: Houston, Texas
Noha Ashley Californiában született, a barátja miatt Texasba költözött, ám a fiú hamar dobta is őt, így ott maradt. A várost klímája és politikai hovatartozása (Houston erősen republikánus város) miatt kedveli. A műsor előtt a Playboy magazinnak vetkőzött. Szüleivel és családjával már gyermekkorában megromlott a kapcsolata, ezért a barátait tekinti családnak. Erősen vallásos, és bármikor-bárkivel vitába tud szállni politikai kérdésekben (nagyon erősen Obama párti). Reméli, hogy a műsornak köszönhetően ismét megtalálja a szerelmet, és egy új munkát.

### Callie Walker
Életkor: 21
Szülőváros: Huntsville, Texas
Callie egy kisvárosi lány, aki gyermekkora óta fotográfusnak tanul az egyik helyi egyetemen (SHSU). Hobbija miatt gyakran van "házon kívül". Van egy bátyja (Cameron), az anyja pedig személyi edzőként tevékenykedik. Reméli, hogy megtalálja a kreativitását D.C.-ben. Vegetáriánus. Gyakran viseli az egyetemi pólóit.

### Emily Schromm
Életkor: 20
Szülőváros: Columbia, Missouri
Emily és két testvére a szüleik által igen erős vallásos nevelésben részesültek; a kereszténység egyik szektájának tagjai. Gyakran jógázik, futballozik és költeményeket írogat. Biszexuális. A beköltözéssel kezdődően igen szoros viszonyt alakít ki Ty-yal.

### Erika Lauren Wasilewski
Életkor: 21
Szülőváros: Chicago, Illinois
Erika énekes, dalszövegíró és gitáros a saját bandájában, a Quiet Capture-ben. Szeret a figyelem középpontjában lenni, és igen erős személyiséggel rendelkezik. Gyermekkorát meghatározta a depresszió és a magányosság, de sikeresen vette a kihívásokat, amelyet első barátja, Ian jelentett. A műsor alatt soha nem érezte jól magát, mert társai nem fogadták el a zenei stílusát. Célja, hogy megismerhessen egy producert.

### Josh Colon
Életkor: 23
Szülőváros: Philadelphia, Pennsylvania
Josh egy puerto ricoi/olasz zenész, dalszövegíró, táncos, aki elsősorban a rock, rap és funky műfajok kedvelői. Saját bandájának énekese, de több szóló produkciója is van. Kétszer volt már büntetve lopás miatt, és ezek miatt a középiskolából is kicsapták. Gyakran öltözködik stílusosan, gyengéje a nők. Családjával nagyon szoros viszont ápol. Később forgatókönyvíró és/vagy színész szeretne lenni.

### Mike Manning
Életkor: 21
Szülőváros: Thornton (Colorado)
Mike egy konzervatív keresztény családból származik, aki a gimnázium alatt nagyon kedvelt volt mint sportoló. Kedvenc sportága és hobbija az amerikai futball. Biszexuális. Minden erejével az LMBT-jogokért küzd, emiatt több kampánynak és kezdeményezésnek is tagja. Van egy fiú- és egy lánytestvére. Családjával szoros viszont ápol. Anyja támogatja a kezdeményezését, és magát Mikeot is, amikor coming outolt ország-világ előtt.

### Ty Ruff
Életkor: 22
Szülőváros: Baltimore, Maryland
Szülei még kis korában elhagyták, ezért nevelő szülöknél nőtt fel  ötéves  kora óta. Van egy testvére. Ateista, de mégis hisz Istenben. A Trinity Egyetem végzős hallgatója. A ház egyetlen színes bőrű lakója.

## Helyszín

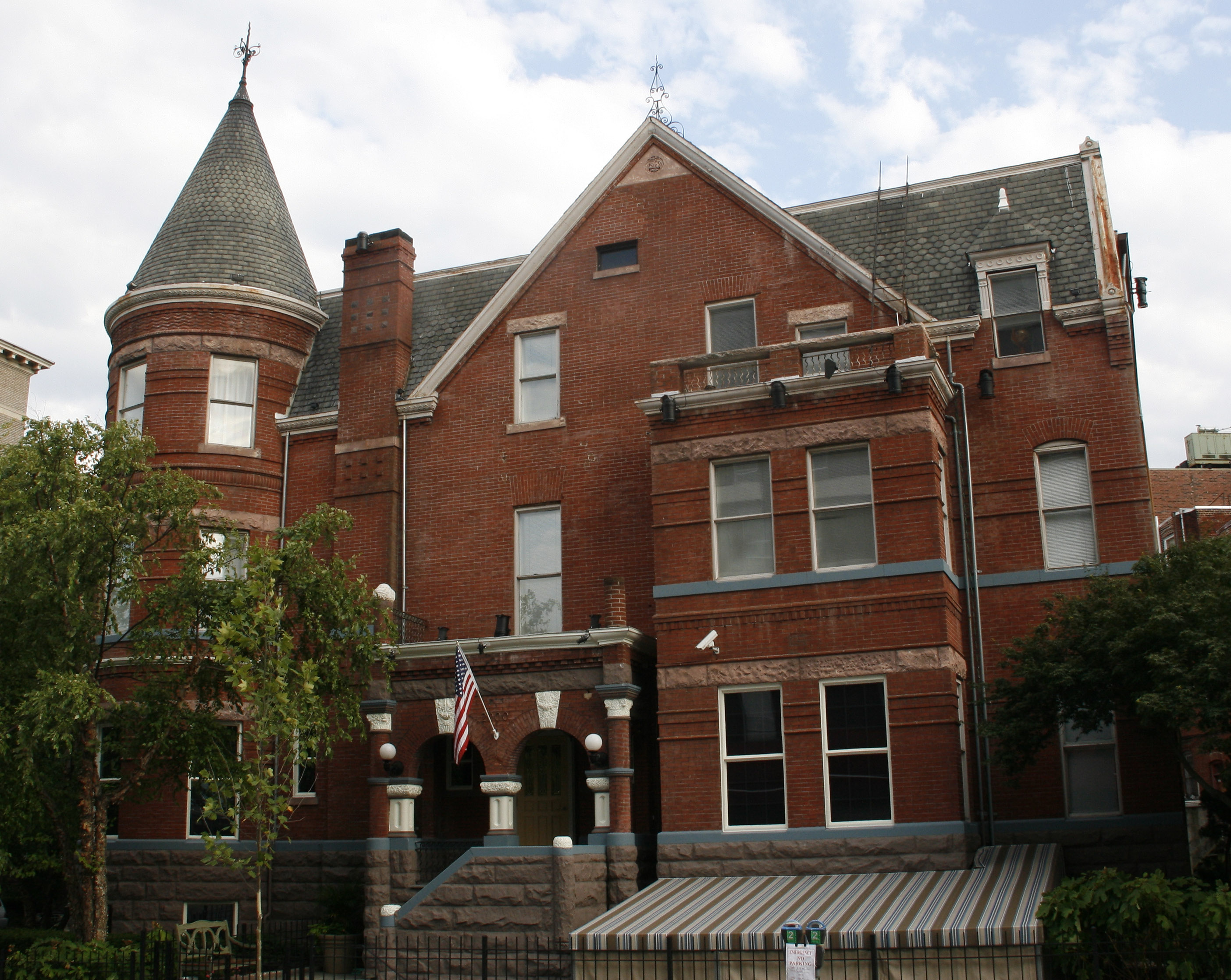
Rezidencia

A 8 résztvevő egy belvárosi, közel 1 000 m²-es házban lakik nagykövetségek, fontosabb kormányhivatalok és a város meleg negyede mellett. Maga a ház 1891-ben épült, értéke majdnem 6 millió dollár (közel 1.2 milliárd forint). A műsor kedvéért kisebb-nagyobb átalakítások történtek, elsősorban a különböző helyek létrehozásánál.
A lakás pontos címe: 2000 S Street NW, Washington D. C., 20009

## Epizódok
| Ep # | Összes | Cím                          | Adásban            |
| --- | ------ | ---------------------------- | ------------------ |
| 1 | 482    | „És te megfelelsz?”          | 2009. december 30. |
| Elkezdődött a The Real World új évada, ezzel együtt pedig az eddigi legnagyobb kaland: 8 fiatal már alig várja, hogy nyomot hagyjon maga után Amerika fővárosában. Beköltözés után nem vesztegetik az idejüket és rögvest egymás politikai, szexuális és vallási preferenciáit kezdik firtatni. Ez is csak egy átlagos nap DC-ben... |        |                              |                    |
| 2 | 483    | „Két kapura játszunk”        | 2010. január 6.    |
| Rögtön a beköltözés után szikrázni kezd a levegő a lakók között: Andrew mindent megtesz Callie elcsábítása érdekében, míg Ashley Mike-kal jön össze. És bár ügyesen titkolják, Ty és Emily között is romantikus szálak kezdenek el szövődni.                                                                                         |        |                              |                    |
| 3 | 484    | „Playboyok és az ő helyük”   | 2010. január 13.   |
| Ty érzései egyre fokozódnak Emily iránt, de úgy tűnik, a lány csak jól akarja érezni magát. Eközben Ty-nak sikerül belegyalogolnia Callie önérzetébe... |        |                              |                    |
| 4 | 485    | „A hercegnő és a panda”      | 2010. január 20.   |
| Az Ashley és Mike közötti szexuális feszültség viszályba fordul. |        |                              |                    |
| 5 | 486    | „Ez eltört”                  | 2010. január 27.   |
| Josh barátnője látogatóba érkezik, de az egymás hűtlenségéről szóló pletykáknak köszönhetően a kapcsolatuk meginog... |        |                              |                    |
| 6 | 487    | „Kísért a múlt”              | 2010. február 3.   |
| Az Andrew-val való harc a múltbéli rossz emlékeket idézi fel Ashley-ben. Eközben Callie megtanul ezt-azt az álláskeresésről. |        |                              |                    |
| 7 | 488    | „Bizonytalan?”               | 2010. február 10.  |
| Az Ashley-vel való szembenállás miatt Erika fontolgatja, hogy elhagyja a házat. Mike egy randi során bizonytalanná válik a szexuális hovatartozását illetően. |        |                              |                    |
| 8 | 489    | „A fellépés”                 | 2010. február 17.  |
| Mike végre elfogadja homoszexualitását, ám úgy tűnik, már túl későn ahhoz, hogy együtt legyen azzal, akit igazán szeret. És vajon hogy fogadja majd a családja a hírt? Eközben Erika és Josh között egyre intenzívebbé válik a versengés.                                                                                            |        |                              |                    |
| 9 | 490    | „Győztesek és vesztesek”     | 2010. február 24.  |
| A játékos bunyó és az igazi küzdelem közötti vékony határvonal az alkohol hatására könnyen eltűnhet, melynek következtében egy kapcsolat és egy szobatárs komoly sérüléseket szenved el. Joshnak eközben szembe kell néznie hűtlenségének következményeivel.                                                                         |        |                              |                    |
| 10 | 491    | „Ebből baj lesz”             | 2010. március 3.   |
| Emily-nél elszakad a cérna, mikor Ty kidobja Andrew-t az erkélyről. A szobatársaknak egy kemény döntés elé kell nézniük: engedjék-e a házban maradni Ty-t? |        |                              |                    |
| 11 | 492    | „Barátnők és zsákutcák”      | 2010. március 10.  |
| Andrew ismét szerelmes. És ezúttal talán tényleg komoly a dolog. Miután Erika zenei karrierje hirtelen véget ért, kétségbe vonja helyét a többiek között. A kissé frusztrált Callie szerint Erika igazi baja az ambíciók teljes hiánya.                                                                                              |        |                              |                    |
| 12 | 493    | „Merre van a Fehér Ház?”     | 2010. március 17.  |
| Ian látogatása miatt Erica megint azzal fenyegetőzik, hogy elhagyja a házat. Lehet, hogy ismét túlreagálja a dolgot? Andrew eközben egy olyan előadást tervez, amely bejuttatja a Fehér Házba. |        |                              |                    |
| 13 | 494    | „Szeretet és testvériség”    | 2010. március 24.  |
| Mike és Tanner igyekeznek újra megszilárdítani a kapcsolatukat, ám Mike hamarosan rájön, hogy nem mindenki toleráns velük szemben. |        |                              |                    |
| 14 | 495    | „From D.C.-ből, szeretettel” | 2010. március 31.  |
| A szobatársak összepakolnak és búcsút mondanak a washingtoni közös lakásuknak. Callie összeállít egy bemutatót Andrew, Emily ;s a saját munkáiból, Mike édesapja közben megérkezik, ám a srác legnagyobb meglepetésére támogatja őt.                                                                                                 |        |                              |                    |

## Fordítás
Ez a szócikk részben vagy egészben  a   The_Real_World:_Washington_D.C. című angol Wikipédia-szócikk fordításán alapul.  Az eredeti cikk szerkesztőit annak laptörténete sorolja fel. Ez a jelzés csupán a megfogalmazás eredetét és a szerzői jogokat jelzi, nem szolgál a cikkben szereplő információk forrásmegjelöléseként.